# PCD (Album)
PCD ist das Debütalbum der US-amerikanischen Girlgroup The Pussycat Dolls aus dem Jahr 2005.

## Entstehung und Veröffentlichung
Die Erstveröffentlichung von PCD erfolgte am 9. September 2005 bei A&M Records. Das Album erschien in seiner Originalausführung als CD mit 13 Titeln (Katalgnummer: 06024 9885655). Im Folgemonat erschien am 24. Oktober 2005 eine sogenannte „Revised Edition“ mit zwei Bonustiteln (Katalognummer: 988 680-2). Am 26. Juni 2006 erschien eine „Limited Pur Edition“ mit 14 Titeln (Katalognummer: 06025 1701197). Am 6. Oktober 2006 erschien eine „Tour Edition“ mit Bonusalbum (Katalognummer: 985 864-4).
Geschrieben und produziert wurden alle Lieder von verschiedenen, wechselnden Autoren und Produzenten, was auch daran liegt, dass es viele Coverversionen beinhaltet, wie Don’t Cha (Tori Alamaze), Feelin’ Good (Cy Grant & Cast), Hot Stuff (I Want You Back) (Donna Summer), Right Now (Herbie Mann), Sway (Pablo Beltrán Ruiz) oder auch Tainted Love (Soft Cell). Pussycat-Dolls-Mitglied Nicole Scherzinger schrieb unter anderem an zwei Liedern mit.

## Titelliste

### Internationale Version
1. Don’t Cha (feat. Busta Rhymes)
2. Beep (Feat. Will.i.am)
3. Wait a Minute (feat. Timbaland)
4. Stickwitu
5. Buttons
6. I Don’t Need a Man
7. Hot Stuff (I Want You Back)
8. How Many Times, How Many Lies
9. Bite the Dust
10. Right Now
11. Tainted Love/Where Did Our Love Go
12. Feelin’ Good
13. Sway
14. Flirt (Bonustitel)
15. We Went as Far as We Felt Like Going (Bonustitel)
16. Don’t Cha (Live) (Bonustitel)

### PCD Tour Edition
Für die im November stattfindende Tour kündigte die Plattenfirma eine neue Edition des Albums für Deutschland an, welche am 29. September 2006 veröffentlicht wurde.
- CD 1 enthält die Lieder von der internationalen Disc.
- CD 2:

1. Sway
2. Flirt
3. Stickwitu (feat. Avant)
4. Buttons (feat. Snoop Dogg)
5. Don’t Cha (More Booty Mix)
6. Hot Stuff (I Want You Back) (Remix Version)
7. He Always Answers [Handy-Rufton]
8. Vibrate Off the Table [Handy-Rufton]
9. Freaky Fun Message (Nicole) [Handy-Rufton]
10. Alert [Handy-Rufton]

## Singles

### Don’t Cha
Laut AllMusic war Don’t Cha eine „geniale Hit-Single“. Die dortige Rezension äußert zudem “There has never been a sex song quite as knowingly ironic yet undeniably sexy as this” (Stephen Thomas Erlewine, deutsch: „Es hat niemals ein Sex-Lied, das so ironisch und doch unbestreitbar sexy war, wie dieses gegeben“). pooltrax.de beschreibt Don’t Cha als „Single-Überflieger dieses Jahres“ (Pooltrax).
Die Debütsingle Don’t Cha belegte in Deutschland, der Schweiz und Großbritannien die Nummer eins der Landescharts. In den USA belegte es Platz 2 der Billboard Hot 100, erreichte aber die Nummer eins in den Pop 100 und bei Dance Radio Airplay. Die Remix-Version belegte Platz 1 der Hot-Dance-Music/Club-Play-Charts. Bei den Hot Digital Songs kam der Song auf Platz 2, in den Ringtone-Charts auf Platz 5 und bei den Hot R&B/Hip-Hop Singles & Tracks auf Platz 8.

### Stickwitu
Allmusic bezeichnet den Song als “the inevitable romantic slow jam” (Stephen Thomas Erlewine, deutsch: „der unausweichliche, romantische, langsame Stockung“), laut.de beschreibt Stickwitu als „säuselnde Frauenballade“ (Vicky Butscher), laut Pooltrax ist das Lied „schwer weihnachtstauglich“ (Pooltrax) und Virginmedia nennt Stickwitu “a by-numbers ballad” (Virginmedia, deutsch: „eine Ballade nach Zahlen“).
Stickwitu belegte 2005 Platz 5 der Billboard Hot 100 und Platz 7 der Hot Digital Songs. 2006 erreichte es noch Platz 2 der Pop 100, Platz 14 der Hot-Ringtones-, Platz 63 der Hot R&B/Hip-Hop Songs, Platz 25 der Hot-Dance-Airplay- sowie Platz 29 der Adult-Contemporary-Charts. In den deutschen Singlecharts belegte Stickwitu Platz 11.

### Beep
Allmusic bewertet den Song als Wiederholung des Black-Eyed-Peas-Songs My Humps, die aber im Gegensatz zur Vorlage “funny, not embarrassing, and […] sultrier” (Stephen Thomas Erlewine, deutsch: „lustig, nicht peinlich und […] heißblütiger“). IGN bezeichnet Beep als Kombination verschiedener Elemente wie “slick strings for that orchestrated pop vibe” (deutsch: „gewiefte Streicher für diesen orchestrierten Pop“) gemischt mit “a loping, though downplayed, funk groove” (deutsch: „einem hoppelnden, aber heruntergespielten Funk-Groove“), die jedoch teilweise auch “a throwback to '80s sterile pop” (Spence D., deutsch: „ein Rückschritt in den sterilen Pop der Achtziger“) sei.
Beep erreichte trotz der Unterstützung von Will.i.am von The Black Eyed Peas zunächst lediglich Platz 92 der Pop 100, belegte nach dem Erfolg von Buttons immerhin noch Platz 13 in den Hot 100.

### Buttons
Buttons (englisch für Knöpfe), wurde weltweit als vierte Single aus PCD ausgekoppelt. Das Lied erschien am 7. Juli 2006 in Deutschland. Die als Single und Video veröffentlichte Buttons-Version mit Snoop Dogg, Final Edit Version genannt, ist auf dem Album nicht vorhanden. Buttons wird in Europa von Deichmann in einer Werbung eingesetzt.
Der Song hat Anklänge an nahöstliche und indische Musik, womit er Parallelen zu den Songs Candy Shop von 50 Cent sowie Naughty Girl von Beyoncé zeigt. Verglichen mit Don’t Cha, dem Debüthit der Band, hat es eine weniger starke Hookline. laut.de äußert, dass „orientale Tunes ("Buttons") […] an andere R'n'B-Ladies [erinnern]“ (Vicky Butscher). About.com äußert, dass sich der Song kaum von seinen Vorgängern unterscheide, und beschreibt "Buttons" als “acceptable on the radio and in the club, but it is unlikely to linger in your consciousness” (Bill Lamb, deutsch: „akzeptabel im Radio und im Club, aber es ist nicht wahrscheinlich, dass es in deinem Bewusstsein verweilt“). Laut Pooltrax ist Buttons geeignet, „für ein heisses Video mit vielen Bauchtanzeinlagen, um später für Ekstase auf den Tanzflächen zu sorgen“ (Pooltrax).
Im Originaltext geht es um die sexuell stimulierende Wirkung von enger Kleidung. Im weiteren Sinne geht es um Verführung bzw. deren bisheriges Ausbleiben. Die weibliche Ich-Person fordert ein männliches Gegenüber dazu auf, ihr beim Öffnen der Kleidung zu helfen ("loosen up my buttons baby"). Die Ich-Person bietet sich dem männlichen Verehrer als Objekt an ("this could be yours"). Snoop Doggs Textbeitrag nimmt dies auf und bezieht Position als begehrenswerter Mann, der verführt werden möchte. Dem Song wird im Zusammenhang mit den musikalischen Bezügen auf nahöstliche Musik vorgeworfen, dass er sich auf die falsche Vorstellung von nahöstlichen Frauen verlasse, die angeblich “obeisance and sexual servitude towards men” (WD, deutsch: „Ehrerbietung und sexuelle Dienerschaft gegenüber Männern“) ausstrahlten.
Musikvideo
Das dazugehörige Musikvideo wurde am 20. März 2006 unter Regie von Francis Lawrence gedreht. Die Pussycat Dolls zeigen sich in schwarzer, freizügiger Kleidung.
Erfolg
Buttons stieg am 21. Juli 2006 als höchster Neueinsteiger auf Platz 7 der deutschen Singlecharts ein. Drei Wochen später erreichte das Lied mit Platz 4 seine Höchstposition und hielt sich insgesamt zehn Wochen mit in den Top 10. Buttons war zudem in den Top 20 der deutschen Airplaycharts vertreten und ist damit nach Don’t Cha die bis jetzt zweiterfolgreichste Singleauskopplung der Pussycat Dolls in Deutschland.
Nach dem vergleichsweise geringen Erfolg der Vorgängersingle versuchte die Plattenfirma Interscope Records, für Buttons mehr zu werben. Dennoch benötigte das Lied zehn Wochen, bis es die Top 10 der US-amerikanischen Pop 100 erreichte. Im September platzierten sich die Pussycat Dolls mit Buttons nach Stickwitu zum zweiten Mal in diesem Jahr auf Platz 1 der Pop 100. In den offiziellen US-amerikanischen Singlecharts erreichte Buttons Mitte September mit Platz 3 seine Höchstposition.
Preise
Bei den MTV Video Music Awards 2006 in New York wurde das Video zu Buttons, das den Song in der Version mit Snoop Dogg beinhaltet, als Bestes Tanz-Video ausgezeichnet. Die Pussycat Dolls waren sehr überrascht über die positiven Äußerungen zu dem Video, was sich auch bei der Wahl der Kleidung im nächsten Musikvideo I Don’t Need A Man zeigt. In MuchMusics Liste der 50 sexiesten Videos belegte das Video Platz 4.

### I Don’t Need a Man
I Don’t Need a Man ist eine eingängige Ballade im Stil von Beyoncé, die laut IGN mit “a shuffling coconut beat” (Spence D., deutsch: „einem schlurfenden Kokosnuss-Beat“) ausgestattet ist.
I Don’t Need a Man war die am wenigsten erfolgreichste Single vom Debütalbum der Pussycat Dolls. Es belegte in den US-Charts lediglich Platz 93.

### Wait a Minute
Laut AllMusic sei Wait a Minute “in the same vein” (Stephen Thomas Erlewine, deutsch: „in derselben Art“) wie Don’t cha und Beep. laut.de hingegen äußert, dass man von Timbaland Interessanteres gewohnt sei und sich der Song „in den bekannten, billigen Beats und unspektakulären Melodien [verliert]“ (Vicky Butscher). IGN äußert, dass sich der Song anfühle “like a bastard offspring of Zapp, The GAP Band, with some forgotten disco thump thrown into the mix” (Spence D., deutsch: „wie ein Mischlingssprössling von Zapp, The Gap Band und irgendeinem vergessenen Disco-Bums, der in den Mix geworfen wurde“).
Das mit Timbaland eingespielte Wait a Minute erreichte immerhin Platz 28 der US-Charts.

### Chartplatzierungen
| Jahr | Titel              | Höchstplatzierung, Gesamtwochen, AuszeichnungChartplatzierungen (Jahr, Titel, , Platzierungen, Wochen, Auszeichnungen, Anmerkungen) | Höchstplatzierung, Gesamtwochen, AuszeichnungChartplatzierungen (Jahr, Titel, , Platzierungen, Wochen, Auszeichnungen, Anmerkungen) | Höchstplatzierung, Gesamtwochen, AuszeichnungChartplatzierungen (Jahr, Titel, , Platzierungen, Wochen, Auszeichnungen, Anmerkungen) | Höchstplatzierung, Gesamtwochen, AuszeichnungChartplatzierungen (Jahr, Titel, , Platzierungen, Wochen, Auszeichnungen, Anmerkungen) | Höchstplatzierung, Gesamtwochen, AuszeichnungChartplatzierungen (Jahr, Titel, , Platzierungen, Wochen, Auszeichnungen, Anmerkungen) | Anmerkungen                                                                    |
| Jahr | Titel              | DE | AT | CH | UK | US | Anmerkungen                                                                    |
| ---- | ------------------ | --- | --- | --- | --- | --- | ------------------------------------------------------------------------------ |
| 2005 | Don’t Cha          | DE1 ×2Doppelplatin · (27 Wo.)DE | AT2 Gold · (27 Wo.)AT | CH1 Gold · (27 Wo.)CH | UK1 ×2Doppelplatin · (38 Wo.)UK | US2 Platin (Mastertone) + Platin · (40 Wo.)US                                                                                       | Erstveröffentlichung: 26. April 2005 Verkäufe: + 6.000.000; feat. Busta Rhymes |
| 2005 | Stickwitu          | DE11 (17 Wo.)DE | AT11 (16 Wo.)AT | CH6 (32 Wo.)CH | UK1 Platin · (17 Wo.)UK | US5 Platin (Mastertone) · (26 Wo.)US                                                                                                | Erstveröffentlichung: 20. September 2005 Verkäufe: + 1.735.000                 |
| 2006 | Beep               | DE5 Gold · (17 Wo.)DE | AT7 (21 Wo.)AT | CH6 (28 Wo.)CH | UK2 Silber · (11 Wo.)UK | US13 (20 Wo.)US | Erstveröffentlichung: 27. Februar 2006 Verkäufe: + 417.500; feat. will.i.am    |
| 2006 | Buttons            | DE4 Gold · (29 Wo.)DE | AT1 (28 Wo.)AT | CH3 (39 Wo.)CH | UK3 Platin · (18 Wo.)UK | US3 Platin (Mastertone) · (30 Wo.)US                                                                                                | Erstveröffentlichung: 2. Mai 2006 Verkäufe: + 1.925.000; feat. Snoop Dogg      |
| 2006 | I Don’t Need a Man | DE20 (13 Wo.)DE | AT19 (17 Wo.)AT | CH15 (26 Wo.)CH | UK7 Silber · (10 Wo.)UK | US93 (1 Wo.)US | Erstveröffentlichung: 25. September 2006 Verkäufe: + 235.000                   |
| 2006 | Wait a Minute      | DE27 (9 Wo.)DE | AT49 (5 Wo.)AT | CH41 (9 Wo.)CH | — | US28 (17 Wo.)US | Erstveröffentlichung: 26. November 2006 Verkäufe: + 45.000; feat. Timbaland    |

## Tourneen
- In den Vereinigten Staaten fand Anfang 2006 die PCD-Tour statt.
- Im Sommer gaben die Pussycat Dolls, als Vorgruppe von Take That, weltweit Konzerte.
- Im November gaben die Pussycat Dolls Konzerte in Deutschland mit Rihanna.

## Rezensionen
| Professionelle Bewertungen | Professionelle Bewertungen |
| -------------------------- | -------------------------- |
| Kritiken                   |                            |
| Quelle                     | Bewertung                  |
| allmusic                   | [ 15 ]                     |
| Slant Magazine             | [ 16 ]                     |
| USA Today                  | [ 17 ]                     |

Laut Allmusic Guide ist PCD “a bit of a disappointment, but PCD is still worthwhile because there enough good cuts to make it a fun soundtrack to parties or strip clubs” (Stephen Thomas Erlewine, deutsch: „eine kleine Enttäuschung, aber PCD ist trotzdem lohnend, weil es genug gute Stücke gibt, um es zu einem Spaßsoundtrack von Partys oder Strip-Clubs zu machen“). Pooltrax äußert, man hätte „dem Album doch etwas mehr zugetraut“ (Pooltrax). Laut laut.de „wartet eine große Portion Langeweile auf den Hörer, die nur durch dazwischen geklatschte Cover-Versionen erträglich wird“ (Vicky Butscher).

## Kommerzieller Erfolg

### Chartplatzierungen
PCD avancierte zum Nummer-eins-Album in Neuseeland. In Deutschland stieg es am 17. Oktober 2005 auf Rang zwölf ein und erreichte seine beste Platzierung mit Rang sechs am 14. Juli 2006. Das Album avancierte darüber hinaus auch in Belgien-Flandern (Rang 5), Australien (Rang 8), den Niederlanden und der Schweiz (je Rang 9) sowie Norwegen (Rang 10) zum Top-10-Erfolg.
| ChartsChartplatzierungen       | Höchstplatzierung | Wochen |
| ------------------------------ | ----------------- | ------ |
| Deutschland (GfK)              | 6 (83 Wo.)        | 83     |
| Österreich (Ö3)                | 16 (48 Wo.)       | 48     |
| Schweiz (IFPI)                 | 9 (75 Wo.)        | 75     |
| Vereinigte Staaten (Billboard) | 5 (99 Wo.)        | 99     |
| Vereinigtes Königreich (OCC)   | 7 (73 Wo.)        | 73     |

| ChartsJahrescharts (2005)      | Platzierung |
| ------------------------------ | ----------- |
| Vereinigte Staaten (Billboard) | 170         |
| Vereinigtes Königreich (OCC)   | 25          |

| ChartsJahrescharts (2006)      | Platzierung |
| ------------------------------ | ----------- |
| Deutschland (GfK)              | 16          |
| Österreich (Ö3)                | 45          |
| Schweiz (IFPI)                 | 25          |
| Vereinigte Staaten (Billboard) | 12          |
| Vereinigtes Königreich (OCC)   | 28          |

| ChartsJahrescharts (2007)      | Platzierung |
| ------------------------------ | ----------- |
| Vereinigte Staaten (Billboard) | 104         |

### Auszeichnungen für Musikverkäufe
PCD verkaufte sich weltweit mehr als neun Millionen Mal, davon sind 4,4 Millionen durch Schallplattenauszeichnungen belegt. In Deutschland wurde das Album für 100.000 verkaufte Einheiten mit Gold ausgezeichnet.
| Land/Region                  | Auszeichnungen für Musikverkäufe (Land/Region, Auszeichnung, Verkäufe) | Verkäufe    |
| ---------------------------- | ---------------------------------------------------------------------- | ----------- |
| Australien (ARIA)            | 3× Platin                                                              | 210.000     |
| Belgien (BRMA)               | Platin                                                                 | (50.000)    |
| Dänemark (IFPI)              | 2× Platin                                                              | (40.000)    |
| Deutschland (BVMI)           | Platin                                                                 | (200.000)   |
| Europa (IFPI)                | 2× Platin                                                              | 2.000.000   |
| Frankreich (SNEP)            | Gold                                                                   | (75.000)    |
| Griechenland (IFPI)          | Gold                                                                   | (10.000)    |
| Irland (IRMA)                | 2× Platin                                                              | (30.000)    |
| Kanada (MC)                  | 2× Platin                                                              | 200.000     |
| Neuseeland (RMNZ)            | 4× Platin                                                              | 60.000      |
| Niederlande (NVPI)           | Platin                                                                 | (70.000)    |
| Norwegen (IFPI)              | Gold                                                                   | (20.000)    |
| Österreich (IFPI)            | Gold                                                                   | (20.000)    |
| Polen (ZPAV)                 | Platin                                                                 | (20.000)    |
| Portugal (AFP)               | Platin                                                                 | (20.000)    |
| Russland (NFPF)              | 5× Platin                                                              | (100.000)   |
| Schweiz (IFPI)               | Gold                                                                   | (20.000)    |
| Vereinigte Staaten (RIAA)    | 2× Platin                                                              | 2.000.000   |
| Vereinigtes Königreich (BPI) | 4× Platin                                                              | (1.200.000) |
| Insgesamt                    | 4× Gold · 31× Platin ·                                                 | 4.485.000   |